# Wallace (Califòrnia)
Wallace és una concentració de població designada pel cens dels Estats Units a l'estat de Califòrnia. Segons el cens del 2000 tenia 220 habitants.

## Demografia
Segons el cens del 2000, Wallace tenia 220 habitants, 87 habitatges, i 68 famílies. La densitat de població era de 20 habitants/km².
Dels 87 habitatges en un 27,6% hi vivien nens de menys de 18 anys, en un 64,4% hi vivien parelles casades, en un 6,9% dones solteres, i en un 21,8% no eren unitats familiars. En l'11,5% dels habitatges hi vivien persones soles el 4,6% de les quals corresponia a persones de 65 anys o més que vivien soles. El nombre mitjà de persones vivint en cada habitatge era de 2,53 i el nombre mitjà de persones que vivien en cada família era de 2,74.
Per edats la població es repartia de la següent manera: un 22,3% tenia menys de 18 anys, un 4,1% entre 18 i 24, un 22,3% entre 25 i 44, un 36,8% de 45 a 60 i un 14,5% 65 anys o més.
L'edat mediana era de 46 anys. Per cada 100 dones de 18 o més anys hi havia 94,3 homes.
La renda mediana per habitatge era de 66.607 $ i la renda mediana per família de 70.568 $. Els homes tenien una renda mediana de 51.058 $ mentre que les dones 22.308 $. La renda per capita de la població era de 26.895 $. Cap de les famílies estaven per davall del llindar de pobresa.

## Poblacions més properes
El següent diagrama mostra les poblacions més properes.